# قتلغ ترکان خاتون
عصمه الدنیا و الدین قتلغ ترکان خاتون [قُ لُ تَ] (اِخ) (۸۲–۶۵۵ ه‍.ق برابر ۸۳–۱۲۵۷ م) چهارمین حاکم مقتدر سلسله قراختاییان کرمان و همسر قطب‌الدین محمد بود.
قُتلغ، لقبی است تُرکی مغولی، به معنای بزرگ و محتشم (با ضم قاف و لام) و ترکان (با فتح یا کسر اول) که به صورت ترکن نیز ضبط شده، بـه معنای شهبانو و ملکه است و آن را به صورت جمع ترك نباید خواند.

## زندگی
وی در خانواده‌ای از اشراف ختایی زاده شد و هلال خاتون نام گرفت، در اوایل قرن سیزدهم میلادی سرزمین ماوراُالنهر و ترکستان صحنه تحولات بزرگ و منازعات پی در پی برای غارت طلبی و اسارت برده بود. .ترکان خاتون قربانی یک چنین یورشی گردید او به بردگی برده شد و سرانجام به بازرگانی اصفهانی به نام حاجی صالح فروخته شد. به گونه‌ای باورنکردی، شهرت این بانوی استثنایی به سرعت شایع شد تا وقتی که قاضی‌القضات اصفهانی از وجود او آگاه شد و تمایل خود را برای آمیختن با این زیبای افسانه‌ای ابراز داشت بدین منظور بازرگان سالخورده را مورد لطف خود قرار داد اما سودی نداشت سپس قاضی مصمم شد از شیوه‌های دیگری استفاده کند و ترکان خاتون را با زور ببرد. حاجی صالح به دربار غیاث‌الدین خوارزمشاه پناه برد اما نتیجه کاملا غیر از آن چیزی بود که انتظارش را داشت و شاهزاده خود عاشق دختر شد
پس از اندک مقاومتی در برابر شاهزاده خوارزمی، حاجی صالح متوجه شد که چاره‌ای جز تسلیم ندارد، چرا که پس از اندک زمانی خبر برگشت برادر شاهزاده، جلال‌الدین، از فارس به اصفهان رسید بنابر نقل وصّاف ، غیاث‌الدین همسر جدیدش را نزد قاضی‌القضات،رکن‌الدین سعد به امانت سپرد.
غیاث‌الدین سپس همراه مادرش به ری گریخت، جلال‌الدین در اصفهان تعلل نکرد بلکه فورا بدون معطلی در پی برادرآمد. غیاث‌الدین هرگز مجال پس گرفتن گوهر گرانبهای خود را نیافت چرا که مقدر بود چهار سال بعد در سال ۱۲۲۸ میلادی به دست براق حاجب حاکم کرمان کشته شود.

## سال‌های پایانی و درگذشت
سالهای پایانی سلطنت او به عنوان دوران طلایی کرمان توصیف شده است. او در سال ۱۲۶۳ انبارهای عمومی را تأمین مالی کرد و از طرف مردم خود ستایش شد. او در ساخت و ساز پروژه های عمومی مختلف مانند قلعه ها (۱۲۷۹)، مدارس، بیمارستان ها، مساجد، قنات ها و حداقل ۱۶ موسسه خیریه مشارکت داشت. اما در سال ۱۲۸۲، ایلخان جدید احمد تگودار، سیورغاتمیش را تحت تأثیر مادرش قطوی خاتون بر تاج و تخت کرمان تأیید کرد. ترکان خاتون برای اعتراض به دربار مغول در تبریز رفت اما موفق نشد. وی در تابستان ۱۲۸۳ در منطقه چرنداب تبریز درگذشت و در مقبره گنبد سبز در کرمان به خاک سپرده شد.

## ازدواج و فرزندان
ابتدا به عقد ازدواج غیاث‌الدین خوارزمشاه حاکم اصفهان در آمد. با کشته شدن او، براق حاجب بر او دست یافت و در سال ۶۲۷ هجری او را به همسری برگزید و پس از فوت براق حاجب، قطب‌الدین وی را در سال ۶۳۲ به عقد خود درآورد.
ترکان خاتون از قطب‌الدین صاحب سه فرزند شامل یک پسر و دو دختر شد.
- مظفرالدین حجّاج سلطان؛ با بیگی خاتون دختر امیر ارغون ازدواج کرد.
- پادشاه خاتون؛ ابتدا با اباقا خان و پس از فوتش با گیخاتو خان ازدواج کرد.
- بی‌بی ترکان؛ ابتدا با ادود الدین امیر حاجی و سپس با شمش الدین مالک تازیگو ازدواج کرد‌.